# 미호촌 (돗토리현 게타카군)
미호촌(美穂村)은 돗토리현 다카쿠사군·게타카군에 설치되었던 촌이다. 현재의 돗토리시에 해당한다.

## 역사
- 1889년 10월 1일 - 정촌제 시행에 의해 다카쿠사군 미호촌이 성립하였다.
- 1896년 4월 1일 - 군제 시행에 의해 다카쿠사군, 게타군의 구역을 가지고 게타카군이 성립하여 게타카군 미호촌이 되었다.
- 1953년 7월 1일 - 돗토리시에 편입해, 동일 미호촌은 폐지되었다.

## 참고문헌
- 深田豊一 編『鳥取島根官民肖像録』博進館、1912年。
- 『鳥取県名士百伝』新鳥取社、1937年。